# Lyngby-stenen
Lyngby-stenen er en runesten, fundet i Lyngby, 9 km øst for Skørping, Nordjylland. Stenen omtales første gang i 1769, da Aildgaard aftegnede runerne. Da stod stenen i kirkegårdsdiget ved den sydlige indgang til Lyngby kirkegård. Nu står den i kirkens våbenhus. I forbindelse med stenens flytning ind i våbenhuset er et stort stykke af bagsiden gået af.

## Indskrift
| Translitteration | ...(n)untr : a : aisku : sina :   |
| Transskription   | … Anundr(?) a[t] æ[l]sku(?) sīna. |
| Oversættelse     | … Anund(?) … sin.                 |

Runestenen er bevaret som et fragment, så det kan ikke afgøres, hvor meget af stenen, der mangler. Det ser ud til, at den kan have været ristet i konturordning, men det kan ikke afgøres med sikkerhed. Det er meget usikkert, hvordan teksten skal tolkes.